# Ligne 96 (Infrabel)
Pour les articles homonymes, voir Ligne 96.
La ligne 96 est une ligne ferroviaire qui relie la gare de Bruxelles-Midi en Belgique à la frontière franco-belge, à Quévy, où elle rejoint la Ligne d'Hautmont à Feignies (frontière) en France.
La section de séparation entre le 3 kV – CC « belge » et le 25 kV – 50 Hz « français » se trouve en Belgique, près de la gare de Quévy, qui originellement était commutable.

## Historique

### Chronologie
- 18 mai 1840, mise en service de la section de Bruxelles-Midi (Place Rouppe) à Tubize[1] ;
- 31 octobre 1841, mise en service de Tubize à Soignies[1] ;
- 19 décembre 1841, mise en service de Soignies à Mons[1] ;
- août-novembre 1842, mise en service de la section transfrontalière de Mons à Quiévrain (frontière), désormais reprise comme ligne 97 (Infrabel), qui se prolonge vers Valenciennes ;
- mi-juin 1846, début de la liaison ferroviaire Bruxelles-Paris grâce à l'achèvement par la Compagnie du chemin de fer du Nord de la ligne de Paris-Nord à Lille ; le trajet entre les deux capitales dure alors 12 h 30[2]
- 12 décembre 1857, mise en service de Mons à Quévy[1], qui resta propriété du Nord - Belge jusqu'en 1940.
- 1869, la première gare du Midi dans le quartier des Bogards (place Rouppe) est remplacée par une gare plus vaste établie hors-les-murs. Cette gare est alors seulement fréquentée par les trains de la ligne de Mons ainsi que par ceux provenant de Tournai, depuis 1866.
- 1931 : remplacement partiel du tunnel de Braine-le-Comte par une nouvelle section à voie unique ; l'ensemble du trafic bascule sur cette nouvelle section en 1957.
- 19 décembre 2024 : une liaison Ouigo Train Classique Paris – Bruxelles est lancée.

### Histoire
Les lignes Bruxelles-Mons et Mons-Quiévrain-frontière (en direction de Valenciennes) faisaient initialement partie du même ensemble — dénommé « ligne du Midi » — et permettront à partir de 1846 d'accueillir des trains vers Paris. La ligne, privée, de Mons à Quévy finira par la supplanter dans ce rôle international et a été intégrée à la ligne 96 après la nationalisation du Nord - Belge.
En 1931, l'inauguration d'un tracé légèrement modifié a lieu. Les trains empruntent un chemin plus direct entre Hennuyères et Braine-le-Comte, contournant le tunnel de 522 mètres créé à l'origine qui n'avait pu être mis à double voie en raison d'un effondrement lors de sa construction. La nouvelle section est finalement mise à double voie en 1957 ; dans l'intervalle, les trains continuaient à emprunter le tunnel dans un sens.
En mai 1963, à l'occasion de l'électrification de la ligne, un tracé rectifié est mis en service entre Mons et Frameries : récupérant l'infrastructure de la ligne 98 jusqu'à Cuesmes-État à la hauteur de la bifurcation avec la ligne 109, et poursuit son trajet sur une nouvelle section jusqu'à retrouver son tracé d'origine un peu après l'ancienne gare de Frameries. L'ancien tracé, tortueux et instable à cause des galeries de mine est alors abandonné et une nouvelle gare est construite à Frameries.
Pendant très longtemps, la ligne 96 a eu un rôle international important du fait de sa position de maillon de l'axe ferroviaire historique Paris - Bruxelles. Ainsi, durant la seconde moitié du XXe siècle, la ligne a vu passer les Trans-Europ-Express (TEE) reliant les deux villes. Le Brabant, l'Etoile du Nord, l'Oiseau Bleu et Memling ont circulé pendant plusieurs années sur cette ligne 96. Ils ont été toutefois suspendus définitivement dans le courant des années 80, à la suite du déclin du label TEE. Quant aux autres trains internationaux reliant les capitales française et belge, leur suppression a été accélérée à la suite de la mise en service de la LGV Nord en France à partir de 1993, et de la LGV 1 en 1997.

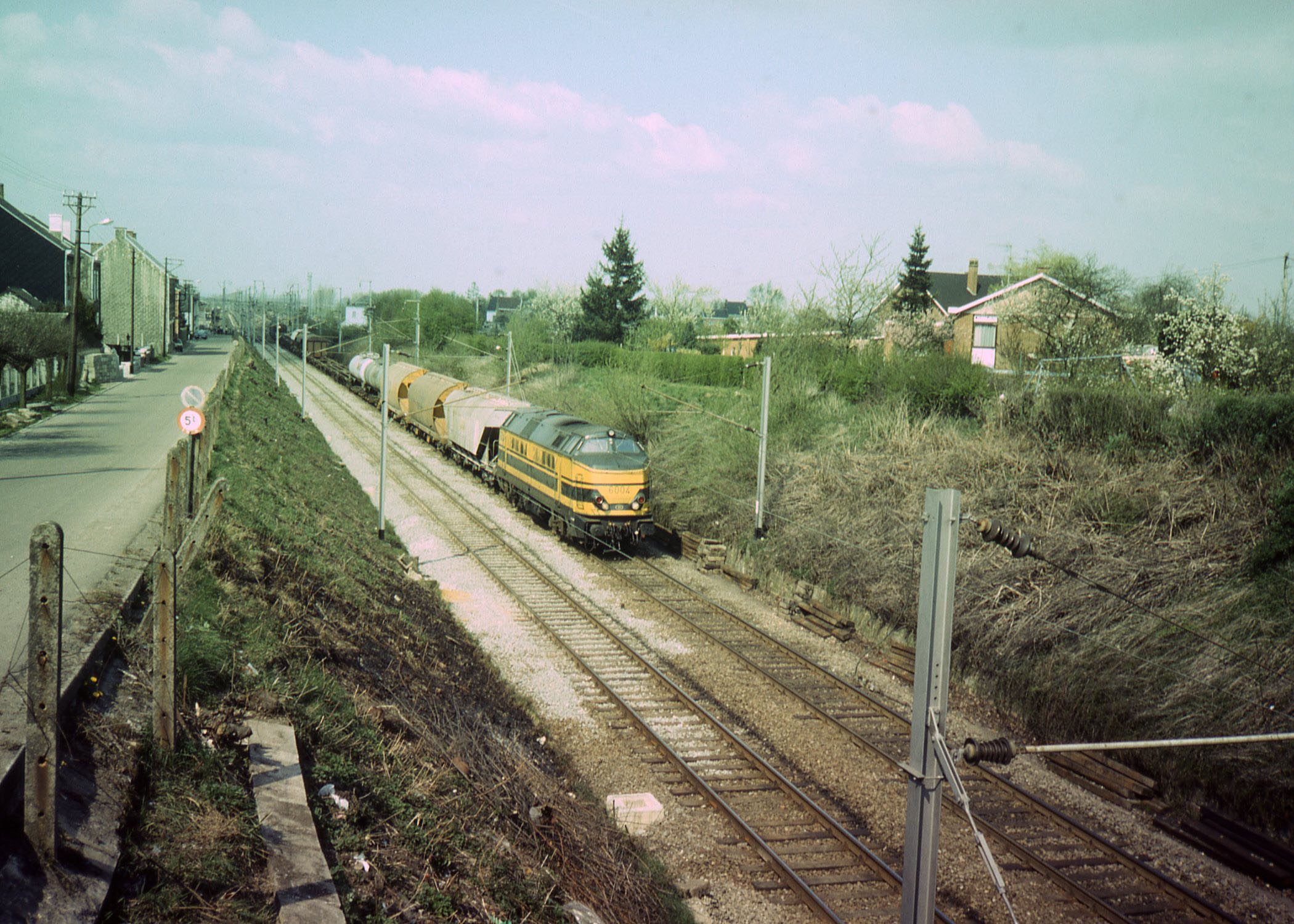
Train de marchandises sur la ligne, près de Quévy (1982).

Depuis décembre 2008, le tronçon transfrontalier Quévy – Hautmont n'était plus utilisé que par des trains de marchandises. De décembre 2018 à décembre 2022, il existait deux InterCity par jour, reliant Mons à Aulnoye-Aymeries (correspondance avec les TER en direction ou en provenance de Paris-Nord) sans arrêt intermédiaire. Cependant, une liaison Ouigo Train Classique Paris-Nord – Creil – Aulnoye-Aymeries – Mons – Bruxelles-Midi est lancée le 19 décembre 2024, au rythme de trois allers-retours quotidiens,, ; un arrêt à Saint-Quentin doit être ajouté le 13 avril 2025.

#### Accidents
La ligne 96 a connu plusieurs accidents graves lors de son histoire :
- Le 19 février 1899, un rattrapage en gare de Forest provoque la mort de 23 passagers du train percuté ;
- le 17 avril 1929, un train de voyageurs brûle un feu rouge et percute un train de marchandises sur une jonction en gare de Halle, causant 11 morts et de nombreux blessés ;
- Le 2 novembre 1969, un train déraille à Lembeek après avoir percuté un camion, tuant l'un des machinistes ;
- Le 12 juin 1975 à Ghlin, la dernière voiture d'un train international déraille sur un aiguillage faisant un mort et plusieurs blessés ;
- Le 27 juin 1976, un train déraille à Neufvilles à cause d'un aiguillage défectueux. 11 passagers décèdent[10] ;
- Le 11 mars 1988 à Lot, des travaux sur un aiguillage réalisés au mépris des règles de sécurité causent le déraillement d'un train et la mort d'une personne ;
- Le 19 novembre 2009, un train déraille à l'entrée de la gare de Mons. Une signalisation défaillante induisit en erreur le conducteur sur la vitesse limite et causa un mort et un blessé grave parmi le personnel du train ;
- Le 15 février 2010, une collision entre deux trains fait 19 morts et 125 blessés, à hauteur de Buizingen ;
- Le 8 juin 2018 près de Neufvilles, les voitures de tête d'une rame circulant à vide déraillent à la suite du franchissement à trop grande vitesse d'un aiguillage[10].

## Infrastructure Infrabel

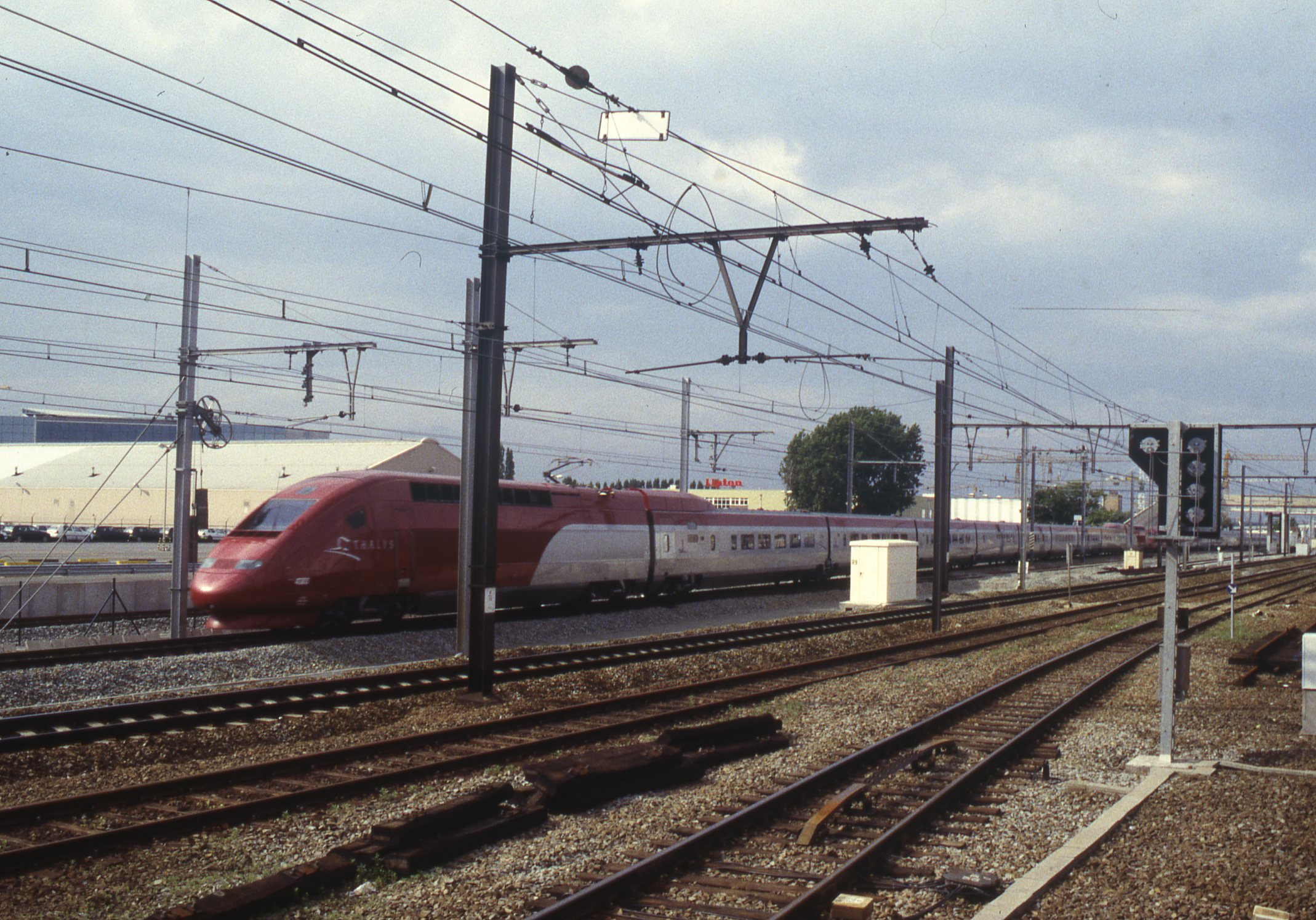
Thalys près de Forest

Cette ligne a la particularité d'avoir une liaison vers l'aéroport de Bruxelles, elle a aussi la particularité d'avoir 2 directions différentes: Mons à Bruxelles-National-Aéroport uniquement en trains IC (aller et retour) et de Quévy à Schaerbeek uniquement en trains P (aller et retour).
La ligne est également partiellement empruntée par les trains L Quévy - Mons - La Louvière-Sud - Charleroi, Mons - Jurbise - Ath, Jurbise - Braine-le-Comte, Braine-le-Comte - Bruxelles - Louvain et par les trains IC Quiévrain - Mons - Bruxelles - Liège-Guillemins et Binche - Braine-le-Comte - Bruxelles - Turnhout.

### Gares en service
Liste des gares ouvertes de la ligne avec leur point kilométrique :
- 0,000 Bruxelles-Midi
- 3,558 Forest-Midi
- 5,758 Ruisbroek
- 8,958 Lot
- 10,858 Buizingen
- 13,038 Hal
- 15,758 Lembeek
- 18,458 Tubize
- 23,458 Hennuyères
- 29,358 Braine-le-Comte
- 35,558 Soignies
- 40,922 Neufvilles
- 44,458 Masnuy-Saint-Pierre
- 48,358 Jurbise
- 51,358 Erbisœul
- 54,358 Ghlin
- 60,058 Mons
- 66,460 Frameries
- 68,143 Genly
- 73,943 Quévy

Au-delà de Quévy, la ligne sert principalement au trafic international de marchandises, en direction de la ligne d'Hautmont à Feignies (frontière) (SNCF Réseau)

### Tracé de la ligne
Le tracé de la ligne 96 est majoritairement orienté nord-est/sud-ouest, et ne possède pas de fortes déclivités.
La ligne naît à Bruxelles-Midi, gare principale de la capitale belge, située au sud du centre historique. Elle part alors en rectiligne en direction de Hal, et se sépare de la LGV 1 peu après. Toujours sur la même orientation, la ligne atteint ensuite Braine-le-Comte puis Soignies, avant d'effectuer une large boucle pour desservir Jurbise puis Mons.
Une fois passé la gare de Mons, la ligne part en direction du sud, sur un tracé légèrement sinueux pour arriver à Quévy, dernière gare belge avant la frontière française. Au-delà, la ligne se poursuit jusqu'à Hautmont puis en direction de Paris.